# 仙台港
仙台港（せんだいこう）は、仙台塩釜港のうち宮城県仙台市宮城野区、多賀城市、七ヶ浜町にまたがる掘込式港湾の通称。地元では建設当時の通称である「仙台新港」やその略称である「新港」とも呼ばれる。
既に港湾法による重要港湾、港則法による特定港、関税法による開港だった塩釜港の一部として1971年に新設された掘込式港湾で、正式名称として「仙台港」が用いられたことはない。塩釜港はその後2001年に特定重要港湾（現・国際拠点港湾）へ昇格すると同時に仙台塩釜港と改称した。港湾法上の港湾区域は「仙台塩釜港仙台港区」、港則法上の港区は「仙台塩釜港仙台区」となる。
港湾管理者は宮城県。中核国際港湾、国際拠点港湾、特定港、開港、出入国港、検疫港に指定されている。

## 概要
港湾法上の港湾区域では仙台塩釜港は「仙台塩釜港仙台港区」「仙台塩釜港塩釜港区」「仙台塩釜港石巻港区」「仙台塩釜港松島港区」の4つからなる。このうち「仙台塩釜港仙台港区」の範囲は陸上の港湾施設区域に加えて、花淵灯台がある吠崎（北緯38度17分35.8秒 東経141度5分7.4秒 / 北緯38.293278度 東経141.085389度）から七北田川河口（北緯38度15分7.4秒 東経141度0分50秒 / 北緯38.252056度 東経141.01389度）までの海上沖合いも含まれる。
当港は、1964年（昭和39年）の仙台湾地域の新産業都市指定を機に、多賀城海軍工廠（占領期は進駐軍「キャンプ・ローパー」）の跡地や周辺の低湿地に臨海工業地域を形成する目的で砂浜を掘り込んで建設された。その後、商港としての機能を付加して1971年（昭和46年）に開港した。1991年（平成3年）に国際貿易港として整備計画が決定し、商港としての機能が拡充されていったため、仙台都市圏の外港あるいは宮城県および東北地方の物流拠点となっている。
北米やアジア、京浜港などとの間で外内貿定期コンテナ航路を有し、また海上コンテナの鉄道輸送定期貨物路線「よこはま号」でも京浜港と結ばれており、国際海上コンテナの輸送手段として外貿ダイレクト、内航フィーダー、鉄道と3つのモードが揃う国内でも珍しい港湾である。また、東北地方では数少ない40ftコンテナを扱える仙台港駅を有する。原油、自動車、重油、液化石油ガスや各種製品を貨物として扱う。2006年（平成18年）の貨物取扱量は3694万2千トンで、入港船舶数は7024隻だった。旅客も取り扱っており名古屋港および苫小牧港との間にフェリーが就航している。
仙台港は、レジャースポットとしても利用されている。北東部にある湊浜緑地公園を中心とする地区では毎年、トライアスロンの国際大会やビーチバレー大会が開かれている。中央航路に面した仙台港中央公園海岸広場には転落防止柵があり、釣り客が見られる。向洋海浜公園前の砂浜は、国内で著名なサーフィンエリアの一覧の1つとなっており、国内プロサーフィン最高峰ツアーである「ジャパン・プロ・サーフィン・ツアー」の中で最も歴史と権威がある「All Japan Pro」が開催された。また、南に隣接する蒲生干潟ではバードウォッチング・潮干狩り・乗馬が盛んであり、日本一低い山である「日和山」もある。

## 沿革

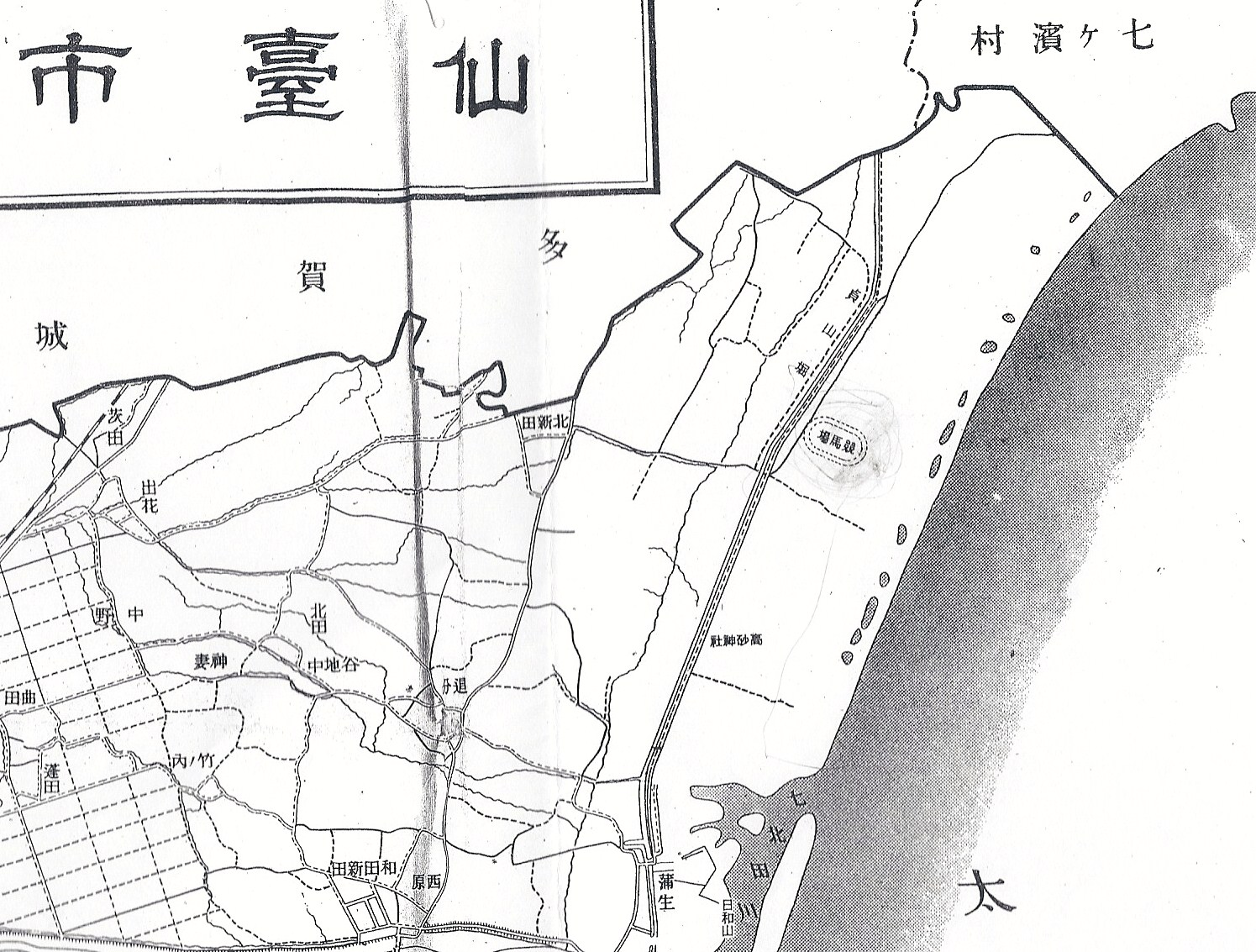
後に仙台港が設置された長浜の1945年（昭和20年）頃の地図。長浜には、多数の潟湖があり、蒲生競馬場もあった。

歴史的に仙塩地区には内陸都市の外港が築かれており、陸奥国府・多賀城の外港は国府津（千賀ノ浦。現塩竈市）、多賀国府と岩切のそれは湊浜（七北田川・旧河口。現七ヶ浜町）、仙台城の城下町のそれは蒲生（七北田川・現河口。仙台市）と塩竈という具合だった。
明治初期に野蒜築港（鳴瀬川河口。現東松島市）が台風で設置間も無く廃港となった後、宮城木道が宮城県初の軌道として仙台区と蒲生とを繋ぐと蒲生が一時興隆する。しかし、日本鉄道本線（現JR東北本線）が塩釜港の塩竈駅（後の塩釜埠頭駅。現塩釜駅とは別）まで開通すると、塩釜港が仙台市の外港の地位を得た。
仙台市の砂浜に港を築く計画は岡崎栄松市長が1956年（昭和31年）に市議会でその必要を説いたことに始まる。1958年（昭和33年）には東北大学教授の富田芳郎が「仙台港と総合工業地帯建設の構想」を発表して具体的な構想を描いた。富田は、1万トン級の大型貨物船が接岸できる良港がないことが東北地方の工業振興の妨げになっていると考えた。しかし塩釜港を工業港にすると湾内の養殖漁業と観光に悪影響がある。仙台市域の北東隅の長浜海岸の砂浜を掘り込み、南北に防波堤を備える新しい港を建設すれば、多賀城海軍工廠の跡地や低湿地、水田を工業用地にあてることができるので、丘陵に狭められ周辺の市街化が進んだ既存の港を拡張するより優れているというのが富田の意見であった。地図に描かれた港の形こそ異なるものの、基本的な考えと位置は現在の仙台港の原型をなす。そして1961年（昭和36年）には宮城県と運輸省が築港に関する調査を実施した。
これと別に、国は三大都市圏に集中する産業を地方に分散する必要を認め、1962年（昭和37年）に新産業都市建設促進法を制定した。宮城県はこの法律にもとづく新産業都市の指定を求めて運動し、1965年（昭和39年）3月に仙台市から石巻市まで含めた仙台湾地区が指定を受けることになった。新しい仙台港は、新産業都市建設の中核的事業に位置づけられた。仙台港の建設は国と宮城県により、1967年（昭和42年）12月に着工、1971年（昭和46年）に完成して7月17日に開港式が行われた。
建設の際には、仙台市追分地区が同市中野新町に、七ヶ浜町湊浜地区の約160戸が同町謡地区に集団移転し、七北田川河口の蒲生干潟の2/3が埋め立てられ、貞山運河の港内部分も破壊された。現在、旧多賀城海軍工廠・南区（機銃部ほか）の跡地は仙台港の臨海工業地区などになっており、同海軍工廠への引込み線は仙台臨海鉄道臨海本線に転用されている（同海軍工廠の他の跡地は、多賀城駐屯地、東北管区警察学校、多賀城市文化センター、東北学院大学多賀城キャンパスなどに転用）。
仙台港は塩釜港の一部機能を流用したため、行政上「塩釜港仙台港区」という塩釜港の一部の扱いだったが、1991年（平成3年）に国際貿易港として整備計画が決定されると物流機能が仙台港に集中して主客逆転し、2001年（平成13年）に仙台塩釜港と改称して重要港湾から特定重要港湾（現・国際拠点港湾）に格上げされた。

### 年表
- 1964年（昭和39年）

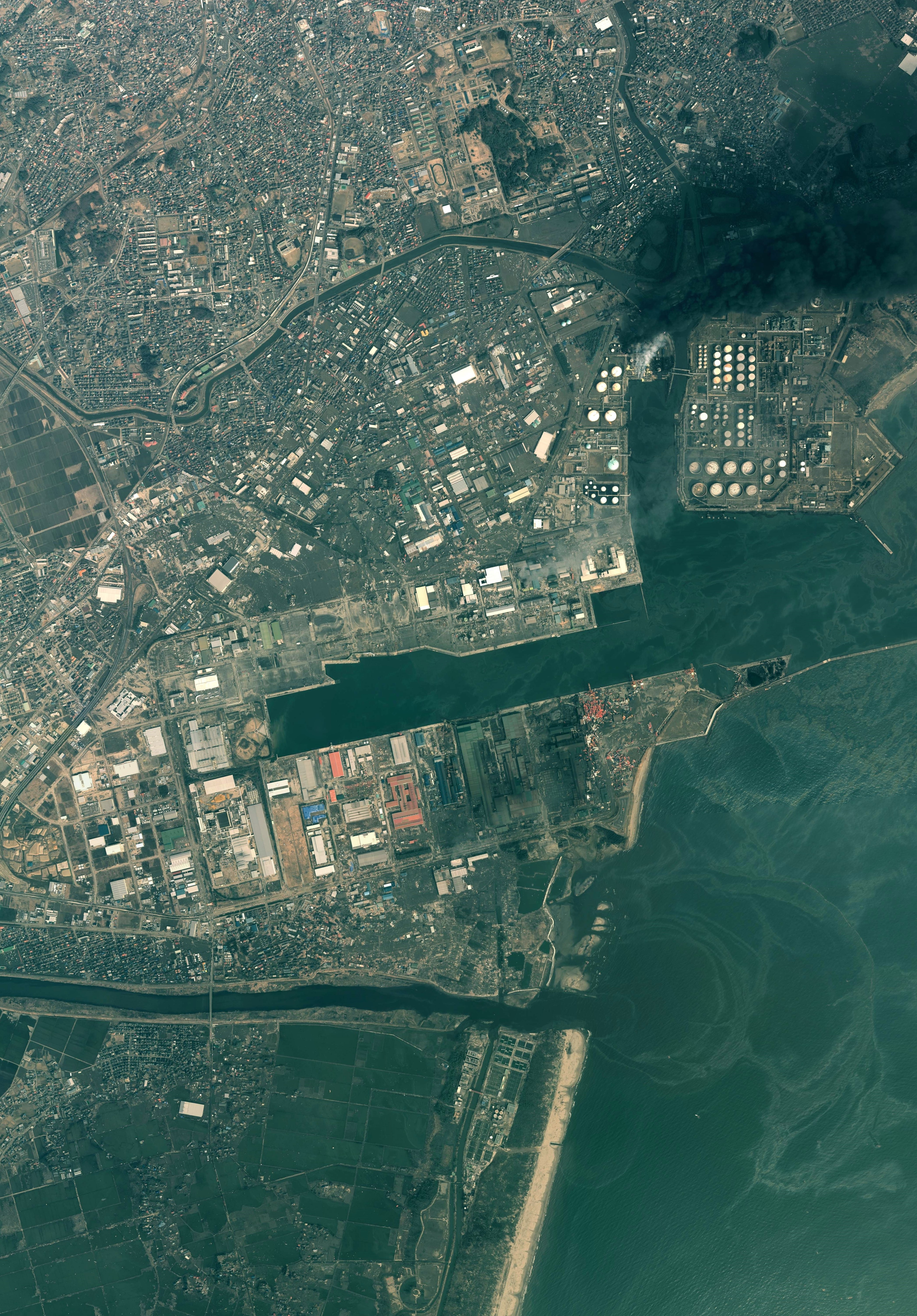
震災翌日の仙台港周辺の空中写真。2011年（平成23年）3月12日撮影の5枚を合成作成。。

  - 3月3日 - 仙台湾地域が新産業都市に指定される。
  - 8月 - 港湾計画改訂（工業港計画策定。1962年8月9日の建設予定地の航空写真）。
- 1967年（昭和42年）12月 - 建設工事開始。
- 1969年（昭和44年）3月 - 港湾計画改訂（商港計画追加）。
- 1971年（昭和46年）
  - 5月 - 塩釜港に編入され、関税法に基く貿易港に指定。
  - 6月 - 第一船入港。
  - 7月 - 植物防疫法に基く植物輸入港に指定。
  - 7月17日 - 開港式。
  - 10月1日 - 仙台臨海鉄道・臨海本線開業。
- 1973年（昭和48年）

  - 4月 - フェリー就航（名古屋〜仙台〜苫小牧）
  - 12月 - フェリー就航（仙台〜苫小牧）
- 1975年（昭和50年）9月1日 - 仙台臨海鉄道・仙台埠頭線開業。
- 1976年（昭和51年） - 住居表示実施。「港一丁目」との地名が生まれた[16]。
- 1977年（昭和52年） - 住居表示実施。「港四丁目」および「港五丁目」との地名が生まれた[17]。
- 1978年（昭和53年）
  - 住居表示施行。「港三丁目」との地名が生まれた[18]。
  - 4月 - 仙台港みなと公園供用開始。
- 1979年（昭和54年） - 住居表示実施。「港二丁目」との地名が生まれ、「港一丁目」が拡張された[19]。
- 1983年（昭和58年）4月1日 - 仙台臨海鉄道・仙台西港線開業。
- 1986年（昭和61年） - 港湾計画改訂（国際貿易港計画策定）
- 1987年（昭和62年）7月18日～9月28日 - '87未来の東北博覧会が開催される。
- 1989年（平成元年）4月1日 - 仙台市が政令指定都市に移行。
- 1990年（平成2年）
  - 6月 - 内航フィーダーコンテナ船就航（東京港大井コンテナターミナル〜仙台港間）
  - 11月16日 - 仙台港背後地「みなと仙台ゆめタウン」の都市計画決定。
- 1991年（平成3年）
  - 国際貿易港として整備計画が決定[20]。
  - 1991年（平成3年）度 - 県主導で仙台港背後地土地区画整理事業開始。同事業に仙台市も参加[20]。
- 1992年（平成4年）
  - 4月 - 仙台港中央公園全面供用開始。
  - 7月 - 第7回「海の祭典」開催。
- 1995年（平成7年）
  - 3月 - 輸入促進地域 (FAZ) 指定。
  - 4月 - ガントリークレーン供用開始。
  - 7月 - 中核国際港湾に指定。東南アジアコンテナ定期航路開設。
  - みやぎ国際トライアスロン七ヶ浜大会が始まる。
  - 10月 - 夢メッセみやぎ（みやぎ産業交流センター）開館。
- 1997年（平成9年）7月19日～9月29日 - 第8回ジャパンエキスポ・国際ゆめ交流博覧会が開催される。
- 1998年（平成10年） - JR貨物により、横浜港・本牧埠頭〜仙台港間に海上コンテナの鉄道輸送定期貨物路線「よこはま号」が出来る[21][22]。
- 2000年（平成12年）3月 - アクセル（仙台港国際ビジネスサポートセンター）開館。
- 2001年（平成13年）4月 - 仙台塩釜港と改称して特定重要港湾（現・国際拠点港湾）に昇格指定。
- 2002年（平成14年） - ショートボードのサーフィン日本一を決める「Japan Pro Surfing Tour」の開催地の1つになる（この年以降毎年）。
- 2003年（平成15年） - 日本で最も権威のあるサーフィン大会「All Japan Pro」の開催地となる（この年以降5年連続）。
- 2004年（平成16年） - 仙台国際貿易港物流ターミナルオープン
- 2006年（平成18年） - 横浜税関仙台コンテナ検査センターオープン
- 2008年（平成20年）9月 - 仙台港背後地（みなと仙台ゆめタウン）センター地区に、三井アウトレットパーク 仙台港が開業。
- 2009年（平成21年） - 仙台港背後地（みなと仙台ゆめタウン）センター地区に、カインズモール仙台港が開業。
- 2010年（平成22年）3月30日 - 向洋海浜公園供用開始[23]。
- 2011年（平成23年）3月11日 - 東北地方太平洋沖地震とそれによる津波で大きな被害を受け、港湾機能が麻痺する。
- 2018年（平成30年）9月14日 - 26日：クルーズ客船「飛鳥II」の仙台港寄港に伴い、仙台臨海鉄道仙台埠頭駅～JR東日本松島駅発着のアクセス列車を運行。対象は「飛鳥II」の乗船予定客のうちオプションツアーに申し込んだ客のみが対象。

## 航路

### 旅客

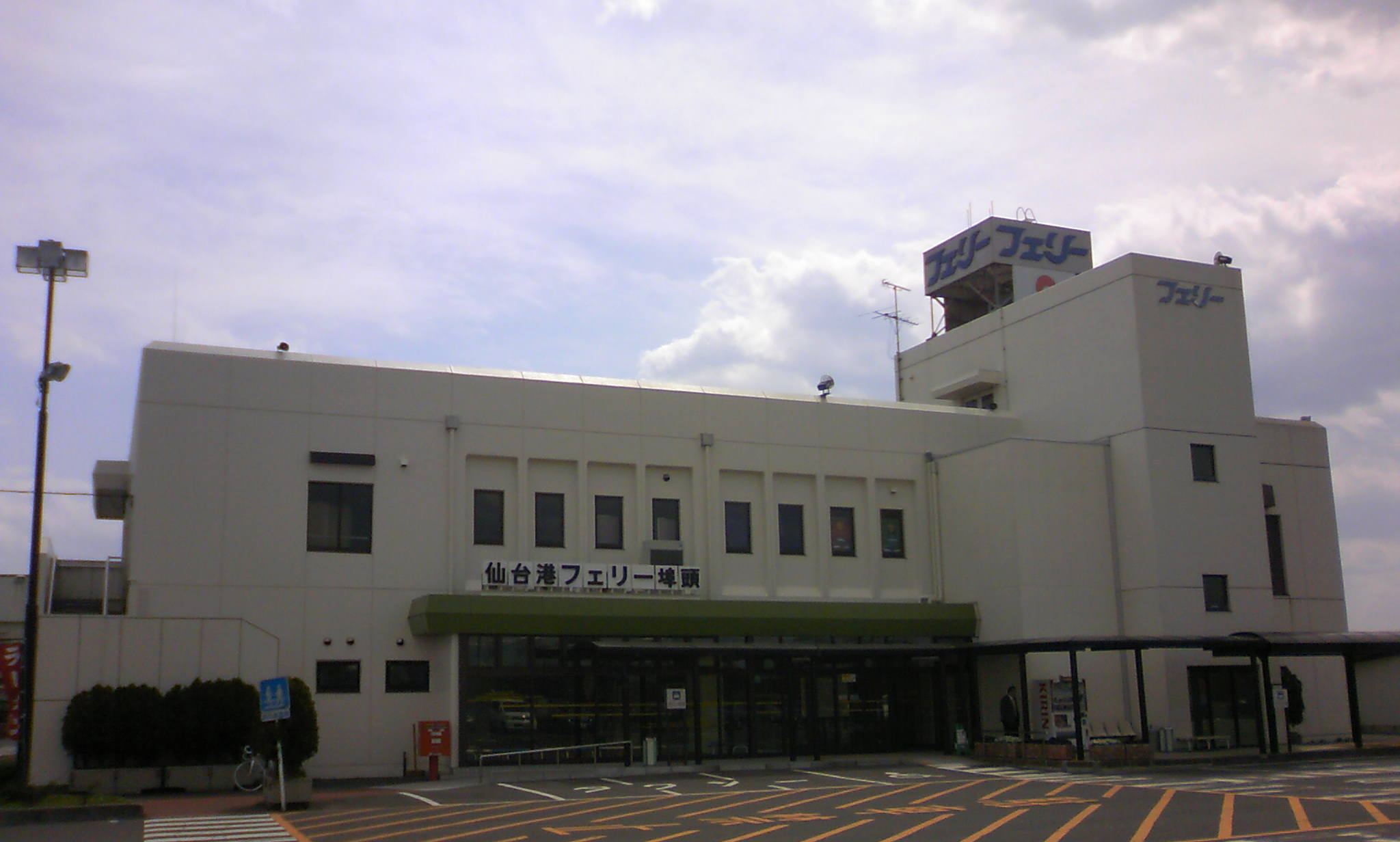
仙台港フェリーターミナル

太平洋フェリーが、以下の航路にフェリーが就航している。
- 名古屋 - 仙台（隔日運航、所要約21時間）
- 仙台 - 苫小牧（毎日運航、所要約14時間半）

フェリーターミナルへは、仙台駅前から宮城交通バス仙台港線で「仙台港フェリーターミナル」下車。

### 貨物
外航航路（コンテナ船）
- 北米西岸・中国コンテナ定期航路（日本・アメリカ・中国）
  - 仙台 - ロサンゼルス - オークランド - 名古屋 - 神戸 - 上海 - 神戸 - 名古屋 - 東京 - 仙台
- 中国・韓国コンテナ定期航路（日本・中国・韓国）
  - 仙台 - 小名浜 - 常陸那珂 - 釜山 - 蔚山 - 上海 - 釜山 - 苫小牧 - 八戸 - 仙台
  - 仙台 - 釜山 - 蔚山 - 馬山 - 光陽 - 寧波 - 上海 - 釜山 - 苫小牧 - 仙台
- 東南アジアコンテナ定期航路（日本・韓国・台湾・香港・シンガポール）運休中
  - 仙台 - 釜山 - 光陽 - 基隆 - 高雄 - 香港 - シンガポール - 香港 - 高雄 - 基隆 - 新潟 - 苫小牧 - 八戸 - 仙台
- 韓国コンテナ定期航路（日本・韓国）
  - 仙台 - 小名浜 - 釜山 - 清水 - 仙台
  - 仙台 - 小名浜 - 釜山 - 仙台
  - 仙台 - 釜山 - 仙台

内航フィーダー航路（中継基地で外貿コンテナ船への積み替えが行われる）
- 東京港・大井埠頭6号-7号、及び、横浜港・大黒埠頭C-4に接続（近海郵船物流）
  - 京浜港 - 仙台 - 釜石
  - 京浜港 - 仙台 - 苫小牧
- 横浜港・本牧埠頭C埠頭に接続（ヨコハマコンテナライン）
  - 横浜 - 仙台 - 宮古 - 八戸 - 苫小牧 - 室蘭
- 東京港・青海C4埠頭、および、横浜港・南本牧埠頭に接続（井本商運）
  - 東京 - 横浜 - 小名浜 - 仙台
  - 東京 - 横浜 - 仙台 - 八戸
- 清水港に接続（鈴与海運）
  - 清水 - 東京 - 仙台

この他、横浜港・本牧埠頭〜仙台港間に海上コンテナの鉄道輸送定期貨物路線「よこはま号」がある。また、この「よこはま号」と繋ぐ形で、海上コンテナを鉄道（仙台港〜秋田港）とコンテナ船（秋田港〜ロシア・ボストチヌイ港）で運び、シベリア鉄道などでロシア・ヨーロッパ・中国に繋げる「環日本海シーアンドレール構想」の実証実験が行われた。

## 港の形状
掘り込み港部は、長軸（東西）の中央航路と短軸（南北）の北航路で構成され、「⊥」のような形をしている。中央航路は、港口から北航路の分岐部までは「外港」、分岐部より西側は「内港」と見ることができる。埠頭の水深は14メートルから7.5メートル。
中央航路の外港の北側、および、北航路は、臨海工業用地とこれら施設のための桟橋となっており、新仙台火力発電所、ガスや石油基地といったエネルギー関連施設が並ぶ。
中央航路の内港には、工場も立地しているが、旅客・貿易港としての機能が集積している。北側には、仙台臨海鉄道の線路が延びてきており、倉庫が多く並んでいる。南側には工場が並んでいる。工場地区の東側、中央航路の外港部南側に埠頭があり、大型コンテナ流通施設が並んでいる。
北側の埠頭
- 高松埠頭（岸壁1つ）
- 中野埠頭（1-6号岸壁）荷捌き : ニューマチックアンローダー1基、ジブクレーン1基
- フェリー埠頭（1-2号岸壁）
- 雷神埠頭（1-2号岸壁）

南側の埠頭
- 向洋埠頭（1号岸壁）
- 高砂埠頭（1-2号岸壁）荷捌き : ガントリークレーン4基

## 港の周辺
中央航路の突き当たりには、野球場とテニスコートが併設されている仙台港中央公園があり、
その北側にはコンベションセンターである夢メッセみやぎや、仙台港国際ビジネスサポートセンター「アクセル」がある。現在では週末を中心に展示会などの催しが開催されている。この地区では過去に'87未来の東北博覧会と国際ゆめ交流博覧会の2回の地方博覧会が開催された事があり、また、ARABAKI ROCK FEST.のような若者文化の開催地ともなった。

### みなと仙台ゆめタウン
現在、仙台港背後地土地区画整理事業（みなと仙台ゆめタウン）が行われている。
センター地区には三井アウトレットパーク 仙台港やカインズモール仙台港など、大規模なロードサイド店舗が集積している。また、閉館したマリンピア松島水族館を運営していた仙台急行が移転計画をしていたが、資金調達の目途が立たなくなった事から白紙となった。その後、三井物産・横浜八景島・在仙企業4社の計6社が出資して仙台水族館開発株式会社が設立され、2015年7月に仙台うみの杜水族館としてオープンした。

## サーフィン・ボディボード
仙台港の建設は、仙台を一躍有名なサーフスポットに変えた。港の南側の砂浜では、外洋から入るうねりと南防波堤の反射波によって形の整った大きな三角波が発生するため、サーファーやボディボーダーを引き寄せている。向洋埠頭の南の砂浜から七北田川河口までの長浜と呼ばれる海岸線がサーフスポットとなっている。サーフスポットとしては 「仙台新港」 と呼ばれることが多いが、「仙台港」「新港」あるいは、南防波堤を略して「ナンボー」「みなぼう」などと呼ばれることもある。仙台港をホームとするランキング上位者には、2006年5位のダニーメルハドがいる。
波は夏季に高く冬季に低い。そのため、夏季はショートボードやボディボード、冬季はロングボードに適している。基本的に、南の七北田川の河口に行くにつれて波が大きくなるのであるが、海底の砂の形状や、親潮、黒潮、台風によるうねりや南防波堤の反射波などの諸要因が重なり、場所によって波の形状や大きさが違ってくるので、地元サーファーの間では更に細かく区分けされている。例えば、「杭前（くいまえ）」 といわれる場所が、最も波が大きくて上級者向けと言われている。うねりはかなり遠くからも到達し、例年の台風なら、紀伊半島沖辺りに到達すると仙台港にも回折波が入り始める。2006年に発生した台風12号の場合は、ハワイ沖にあるにもかかわらず、直達波が到達して最大8m程度の波高になった。遠くで発生したうねりは周期が長くなる傾向があり、晴天で凪であっても急激に波高が大きくなるので注意が必要である。なお、宮城県沖地震や地球の反対側にあるチリで発生したチリ地震の際には津波が到達しているので、気象台発表の平均波高以外にも注意が必要なサーフスポットである。
- 仙台湾南部海岸・航空写真No.32

コンテナ埠頭から七北田川河口までが、サーフ・スポットとしての「仙台新港」。
- 仙台湾南部海岸・航空写真No.33

海面に見えるうねりの形状が、仙台港内は平面波であるのに対し、サーフスポットとしての「仙台新港」の方では、南防波堤の反射波の影響等で複雑になっており、かつ、波も高くなっている。「杭前」は、写真上で大きな離岸流が出来ている辺り。砂浜の最北端部は無料の駐車場。
2002年（平成14年）から毎年、日本プロサーフィン連盟主催のプロサーファー（男女）による国内最高峰ツアー「ジャパン・プロ・サーフィン・ツアー」（ショートボード）が開催されている。例年、台風シーズンの9月〜10月に開催される。太平洋上の台風から届くうねりを期待しての時期設定である。サーフスポットの砂浜沿いには、津波対策用の高さ3m〜15m程度の土盛りがあるが、これが建設意図にはなかったであろう「観客席」としても使用できるため、観戦にも適した開催地となっている。2003年（平成15年）から2007年（平成19年）までは、ツアーの中で最も歴史があり、賞金総額が最も高い「オールジャパンプロ」の開催地として選ばれた。

### 保全活動と消滅の危機
このサーフスポットでは、様々な場面で仙台サーフユニオンが活躍している。同ユニオンは、サーフィン大会を主催・共催しているほか、県当局と協議してサーフスポットに隣接する資材置き場を無料駐車場として開放した。また、同ユニオンの主催で毎月第2土曜日にビ−チクリ−ンも行っている。同ユニオンは、サーフスポットおよび周辺に黒板や標識を設置して、鳥獣保護区の保全やサーフスポットでのマナーアップの喚起も行っている。仙台の他のサーフスポットでは、その日の波の情報が書かれた黒板も設置している。

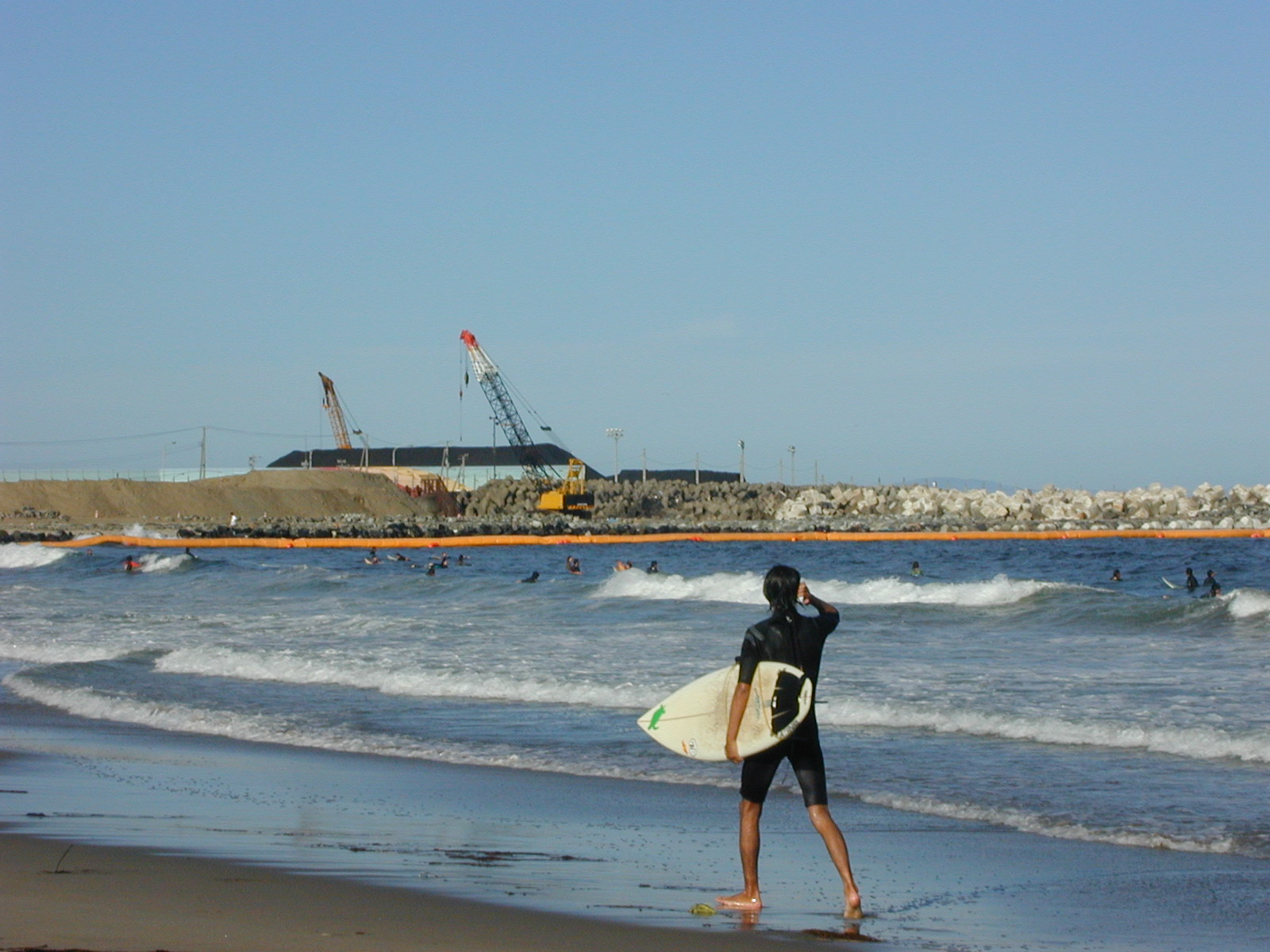
港の拡張工事で埋め立てられる仙台港サーフスポット（2009年7月）

仙台港では、コンテナ流通量増加を受けて拡張計画が進行している。計画では、向洋埠頭の南側のサーフスポットとなっている海を「杭前」まで全て埋め立て、高砂埠頭と連続したコンテナターミナルとすることになっており、このサーフスポットは消滅する予定である。また、現在港内にはトヨタ系の関東自動車工業岩手工場の年産36万台の内23万台を移出するため約7haのヤードがあるが、トヨタ系のセントラル自動車の宮城県大衡村第2仙台北部中核工業団地への進出計画により、移出・輸出用の大型コンテナ船が接岸できる岸壁の整備や完成自動車の保管ヤードを15haに拡大することを仙台商工会議所が国に陳情しており、さらなる拡張で鳥獣保護区の蒲生干潟にも影響が及ぶ可能性がある。そのため、地元サァーファーが中心となって「宮城の海を守る会」を結成し、海浜公園の設置を目指して署名活動をしている。

## トライアスロン
1986年（昭和61年）から、トライアスロンの国際大会である「ジャパントライアスロンシリーズ (JTS)」が、仙台市、岐阜県海津町、熊本県本渡市の3大会で行われている。1987年（昭和62年）のJTS仙台大会では、七ヶ浜町がスイムとバイクのコースに組み込まれた。
1995年（平成7年）からは、仙台港北岸にある湊浜緑地公園を中心として「みやぎ国際トライアスロン七ヶ浜大会」が開かれている。コースは、七ヶ浜町を中心として一部が仙台市宮城野区にかかり、起伏に富んだ道程を走るランやバイクの区間は難コースとして知られる。この大会は、国際トライアスロン連合 (ITU) の「コンチネンタルカップ」や日本トライアスロン連合の「ジャパンカップ」など、様々な団体の認定大会（ランキングポイントが加算される大会）となり、国内で5本の指に入る重要な大会の1つとなっている。各団体による名称は、「ITUトライアスロンコンチネンタルカップ七ヶ浜大会」「NTTトライアスロンジャパンカップトップ大会」「宮城県トライアスロン選手権大会」などである。

## アクセス
最寄り駅はJR仙石線の中野栄駅だがやや離れている。同駅からは、宮城交通の路線バス「仙台港線」が利用できる。
- 仙台港線：泉中央駅 - 仙台駅前 - 陸前高砂駅 - 中野栄駅 - アウトレット仙台港 - 仙台港フェリーターミナル
- その他、荒井駅、多賀城駅から、ミヤコーバスの路線バス 荒井多賀城線を利用。